# T-5号鱼雷艇
T-5号（德語：T 5）是纳粹德国战争海军于1930年代建造的十二艘1935级鱼雷艇的五号艇。它于1940年第二次世界大战期间竣工，6月至7月期间主要担当护航任务，之后于8月和9月负责护送布雷舰在北海和英吉利海峡布设雷区。该艇于11月移驻挪威，并于1941年6月“巴巴罗萨行动”开始后为德军在波罗的海的行动提供支援。同年底，T-5号获委派至德占法国，继而于1942年初成为在“海峡冲刺”行动中三艘主力舰经英吉利海峡返回德国的护航舰艇之一。它归国后再被派往挪威，在当地重拾护航任务，直到8月开始接受改装。11月完工后，该艇又被分配到波罗的海护送船队，直到1943年初调回法国，在当地协助护送突围舰和U艇穿越比斯开湾，并铺设雷区。T-3号于1943年中期被发配予鱼雷学校，1944年底才重返前线，主要负责护送德国舰艇炮击苏联阵地。至1945年3月，它在波罗的海触雷沉没，伤亡甚少。

## 设计及装备
1935级是纳粹德国战争海军为满足《伦敦海军条约》600長噸（610公噸）排水量要求而对高速、远洋鱼雷艇作出的一次不成功的设计尝试，因为此类小型舰艇不计入国家总吨位限制。T-5号全长84.3米，水线长82.2米；1941年重建艇艏以提高耐波性后，全长则增至87.1米。它有8.62米的舷宽以及平均2.83米的吃水深度，标准排水量实际为859長噸（873公噸）、满载排水量则可达1,108長噸（1,126公噸），超出了设计限制。该艇搭载有两组瓦格纳齿轮传动蒸汽轮机，各负责驱动一副三叶螺旋桨，设计功率为31,000匹軸馬力（23,000千瓦特）。过热蒸汽由四台高压水管锅炉供应，可推动艇只以35節（65每小時）的速度航行。T-5号最多可贮存200吨燃料油，能够以19節（35每小時）的速度的巡航1,200海里（2,200）。艇只的标准船员编制为6名军官和113名水兵。
竣工时，1935级鱼雷艇在艇艉装备有一门105毫米32式速射炮作为主炮。防空系统则包括以背负形式架设在105毫米炮上方的一门37毫米30式高射炮，以及安装在舰桥翼台的两门20毫米30式高射炮。它们还在两座水面三联装挂架上安装有六具500毫米鱼雷发射管，并可携带多达30枚水雷（天气良好时可携带60枚）。许多同级艇在竣工前便已将37毫米炮换装为额外的20毫米炮、深水炸弹和扫雷切割器。战争后期的增建仅限于安装雷达、雷达探测器和额外的高射炮，通常是以牺牲艇艉鱼雷发射管挂架为代价。

## 服役历史
T-5号的建造合同于1936年1月15日发包予德意志船舶及机械制造股份公司（德希马格），自1936年12月30日起在其设于不来梅的威悉船厂铺设龙骨，建造序列为934。它于1937年11月22日下水，1940年1月23日入役。新艇的调试工作一直持续到6月，随后被调派至斯卡格拉克海峡执行护航任务。7月25日至28日，T-5号成为严重受损的战列舰格奈森瑙号从挪威特隆赫姆返回德国基尔的护航舰艇之一。它于8月31日与姊妹艇T-6、T-7和T-8号一同被编入第2鱼雷艇区舰队，进而于8月31日至9月2日期间护送布雷舰在北海西南部布设雷区。该区舰队于9月5日至6日在英吉利海峡执行了一次布雷掩护任务，随后又于9月8—9日和15—16日在多佛尔海峡自行布设雷区。到11月，第1和第2鱼雷艇区舰队均已移驻挪威斯塔万格。T-5号于1941年1月27日至28日夜间与姊妹艇T-9、T-12号以及扫雷艇M-15和M-22号一同参与了在斯塔万格附近执行布雷任务的护航行动。它于3月回到不来梅接受改装，工程一直持续到9月。
1941年9月中旬，T-5号连同其姊妹艇T-2、T-8和T-11号为德军入侵爱沙尼亚萨雷马岛、希乌马岛和穆胡岛的“贝奥武夫行动”提供支援。期间T-5、T-2、T-7、T-8和T-11号担任“波罗的海舰队”的护航艇，这是一个围绕战列舰提尔皮茨号组建的临时编队，它们于9月23日至29日出击进入奥兰海，以阻止苏联的红旗波罗的海舰队从芬兰湾突围。希乌马岛于10月12日至13日沦陷，此前T-5号是用作分散守军注意力的诱饵部队的一份子。它于1942年1月前往德占法国，重新加入第2鱼雷艇区舰队。2月12日上午，第2和第3鱼雷艇区舰队（分别为T-5、T-2、T-4、T-11、T-12、T-13、T-15、T-16和T-17号）与战列舰格奈森瑙号、沙恩霍斯特号以及重巡洋舰欧根亲王号会合，并成功护送它们穿越英吉利海峡回到德国。T-5号和T-12号则于抵埗后被转移到挪威执行护航任务。3月6日，它们在提尔皮茨号搜寻驶往俄罗斯的PQ-12号护航队期间对其实施了短暂的屏护。5月9日至10日，T-5号又与T-7号负责护送装甲舰舍尔将军号和补给油轮迪特马申号从特隆赫姆前往纳尔维克。之后，该艇从8月至11月在东普鲁士进行改装，然后一直留在波罗的海执行护航任务，直到1943年3月。
次月，T-5号奉命重新移驻法国。尽管有T-5、T-2、T-22、T-23号和神鹫号的护航，意大利突围舰喜马拉雅号从比斯开湾突围的尝试还是失败了，途中它被英国飞机发现，并于4月9日至11日在猛烈的空袭中被迫返回。5月5日至8日，由T-5、T-2、T-18和T-22号组成的第2鱼雷艇区舰队在英吉利海峡布设了三处雷区。它们于6月返回比斯开湾，开始协助护送U艇穿越湾区。T-5、T-2和T-18号于7月1日返回德国，其中前者在威悉明德进行发动机大修。10月，它被发配至鱼雷学校充当训练艇，随后从1944年3月至8月接受漫长的改装。11月23日至24日夜间，当舍尔将军号在萨雷马岛的瑟爾韋半島撤退期间炮击苏军阵地时，该艇重新加入由T-3、T-9、T-12、T-13和T-16号组成的第2区舰队，并实施掩护。1945年3月14日，T-5和T-3号在黑拉附近的波罗的海护送一支船队时，撞上了由苏联潜艇L-21号布设的水雷，于54°39′N 18°47′E / 54.650°N 18.783°E处沉没。T-5号艇上共有20名船员丧生。